# 成田山札幌別院新栄寺
成田山札幌別院新栄寺（なりたさんさっぽろべついんしんえいじ）は、北海道札幌市中央区南7条西3丁目2にある真言宗智山派の寺院である。名称に成田山が付いている通り、千葉県成田市にある成田山新勝寺の札幌別院である。北海道三十三観音霊場九番札所。北海道三十六不動尊霊場三十六番札所。

## 歴史
明治18年（1885年）に仮堂を建設し、本山の成田山新勝寺から本尊の不動明王の分身を勧請し、開創する。明治22年（1889年）には成田山札幌別院新栄寺（新榮寺）と公称する。明治42年（1909年）には本堂を建立するが、昭和39年（1964年）に放火により焼失する。また、昭和9年（1934年）には大師堂を建立した。昭和49年（1974年）に再建し、平成15年（2003年）には平成17年（2005年）に迎える開創120周年記念事業の中心事業として、新たに本堂を建立した。